# FC Olimpia Satu Mare
El Olimpia Satu Mare es un equipo de fútbol de Rumania que juega en la Liga II, la segunda división de fútbol en el país.

## Historia
Fue fundado en el año 1921 en la ciudad de Satu Mare, teniendo su primer logro en 1934 cuando llega a los cuartos de final de la Copa de Rumania. 
En la temporada de 1936/37 logra jugar en la Liga I por primera vez en su historia luego de que se reestructurara la liga junto a otros 7 equipos para completar 18. En su temporada de debut termina en último lugar del grupo 1, por lo que retorna a la Liga II.
Al finalizar la Segunda Guerra Mundial el club pasa por varias dificultades financieras que provocan que el equipo retorne a la Liga I hasta la temporada de 1974/75, en donde termina en la décima posición. En la temporada de 1977/78 llega por primera vez a la final de la Copa de Rumania, la cual pierde 1-3 ante el FC Universitatea Craiova.

## Palmarés
- Liga II (3): 1973–74, 1976–77, 1997–98
- Liga III (2): 1968–69, 2012–13
- Liga IV-Distrito de Satu Mare (1): 2010–11

## Cronología de Nombres
| Nombre                | Periodo       |
| --------------------- | ------------- |
| Olimpia Satu Mare     | 1921–1932     |
| Olimpia CFR Satu Mare | 1932–1947     |
| Locomotiva Satu Mare  | 1947–1952     |
| Progresul Satu Mare   | 1952–1957     |
| Victoria Satu Mare    | 1957–1961     |
| A.S.M.D. Satu Mare    | 1961–1965     |
| Sătmăreana            | 1965–1967     |
| Metalul Satu Mare     | 1967–1968     |
| Olimpia Satu Mare     | 1968–presente |